# Zodiac Suite: Revisited
Zodiac Suite: Revisited ist ein Jazzalbum des Mary Lou Williams Collective, unter der musikalischen Leitung von Geri Allen. Die 2001 bis 2003 mit Unterstützung der Mary Lou Williams Foundation entstandenen Aufnahmen erschienen am 7. Februar 2006 auf dem Label Mary Records, gegründet von Mary Lou Williams, deren Zodiac Suite von 1945 das Album des Musikkollektivs um Geri Allen gewidmet ist.

## Hintergrund
Geri Allen hatte die Rolle von Mary Lou Williams im Film Kansas City (1996) von Robert Altman gespielt und auch 1995 am Soundtrack des Films mitgewirkt. Mit ihrem Projekt Mary Lou Williams Collective, bestehend aus Allen selbst, Buster Williams (Bass), Billy Hart (Schlagzeug) bzw. Andrew Cyrille, der Hart bei zwei Stücken vertrat, unternahm sie eine Neuinterpretation der gesamten Suite.
Der Priester Peter O’Brien, der den Nachlass von Mary Lou Williams verwaltete, beauftragte Allen mit dieser Aufgabe. Die Suite zählt zu den herausragenden Kompositionen von Williams. Auf dem Album sind drei zusätzliche Titel enthalten: Es handelt sich um „The BeBop Waltz“, ein Stück des Pianisten Herbie Nichols, das Mary Lou Williams oft spielte, Williams’ „Intermission“ und Geri Allens „Thank You Madam“, eine Hommage an die vom Kollektiv geehrte Künstlerin. Buster Williams und ebenso Andrew Cyrille gehörten Jahrzehnte früher zu Gruppen von Mary Lou Williams.

## Titelliste
- The Mary Lou Williams Collective – Geri Allen, Buster Williams, Billy Hart, Andrew Cyrille: Zodiac Suite: Revisited (Mary Records M104)[2]
  1. Aries 7:18
  2. Taurus 4:11
  3. Gemini 5:04
  4. Cancer 5:50
  5. Leo 2:51
  6. Virgo 3:17
  7. Libra 4:24
  8. Scorpio 6:31
  9. Sagittarius 3:17
  10. 0 Capricorn 2:12
  11. Aquarius 3:13
  12. Pisces 3:00
  13. The BeBop Waltz (Herbie Nichols) 6:11
  14. Intermission (Mary Lou Williams, Milton Suggs) 8:52
  15. Thank You Madam (Geri Allen) 7:40
- Sofern nicht anders angegeben, stammen alle Kompositionen von Mary Lou Williams.

Die Tracks 1–4, 6, 8, 14 wurden am 8. Januar 2003 aufgenommen, Track 5 wurde am 9. Januar 2003 aufgenommen. Die Tracks 7, 9–12 wurden am 15. November 2000 aufgenommen. Die Tracks 13 und 15 wurden am 15. Dezember 2001 aufgenommen.
.

## Rezeption

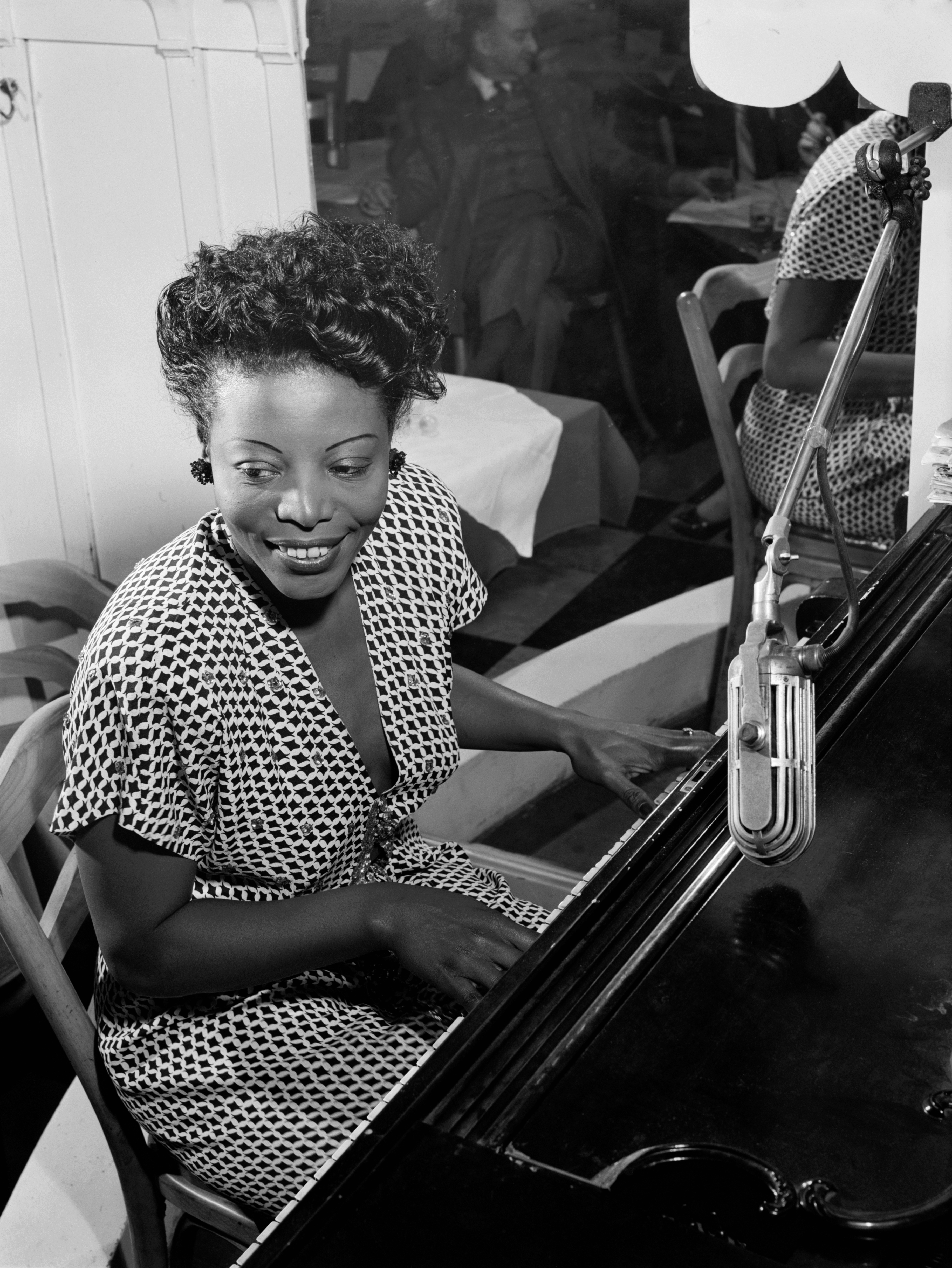
Mary Lou Williams, ca. 1946. Fotografie von William P. Gottlieb

Nach Ansicht der Redaktion von All About Jazz wird im Geiste der Mingus Dynasty oder des Bandprojekts Dameronia (von Don Sickler und Philly Joe Jones) der Kanon der Namensgeberin der Gruppe so originalgetreu wie möglich nachgebildet, wobei die persönliche Note der Interpreten erhalten bleibe. Allens kraftvoller Anschlag, wie der ihres Idols, bietet in erfolgreicher Weise viel Blues, Ragtime, Boogie-Woogie, Spirituals, Bop und mehr und fange dabei idealerweise die unaufhörliche und inhärente Eigenschaft von Williams ein, der immer in Bewegung gewesen sei und sie beim Spielen und Komponieren erforschte. Es sei nicht leicht zu ignorieren, dass Williams in jeder großen Ära des Jazz beteiligt war. Die harmonischen, melodischen und rhythmischen Nuancen und unterschiedlichen Tempi von einem Abschnitt zum nächsten würden Williams’ ursprüngliches Kompositionskonzept widerspiegeln und machten den Fluss einer Melodie (oder vielmehr Bewegung) zur nächsten zu einer natürlichen Entwicklung. Jeder Abschnitt der 12-teiligen Zodiac Suite besitze eine fokussierte Klangfarbe und Emotion, die mit vielen Drehungen ausgedrückt werde.
Michael J. West schrieb in JazzTimes, Mary Lou Williams habe, als sie 1945 ihre Zodiac Suite aufnahm, harmonische Elastizität und eine völlig neue Herangehensweise an die Form gezeigt. Mit anderen Worten, Williams sei so offensichtlich ein Vorläufer von Geri Allen gewesen, eine Tatsache, die diese gerne annahm, sodass ein Tributprojekt wie dieses Kollektiv nur logisch war. „Taurus“ sei eine der besten Kompositionen von Williams, und Allen bleibe dem Stück in ihrer Interpretation treu – wenn auch mit ein paar veränderten Wendungen, wie etwas komplizierteren Akkorden und der Reservierung einer Übergangspassage, die Williams 1945 dem Bassisten Al Lucas gegeben habe. Buster Williams, der Bassist des Kollektivs, mache den Unterschied später mit einem inspirierten, lyrischen Solo aus, das weit über die paar wenige Takte hinausgeht, die Lucas hatte. Tatsächlich sei er der einzige Solist bei „Taurus“ – Schlagzeuger Billy Hart konzentriere sich auf die Bereitstellung von Drama, und Allen agiere hier, um die Stimmung, Bodenhaftung und das Gefühl zu vermitteln und den Geist von Mary Lou Williams hervorzurufen.